# Abdelhalim Ouradi
Abdelhalim Ouradi (født 19. marts 1981) er en algerisk amatørbokser, som konkurrerer i vægtklassen bantamvægt. 
Ouradi har ingen større internationale resultater, og fik sin olympiske debut da han repræsenterede Algeriet ved sommer-OL 2008. Her blev han slået ud i første runde af John Joe Nevin fra Irland.
Han har også en guldmedalje fra 2007, som han fik under det Panafrikanske lege, hvor han også repræsenterede Algeriet.